# In Step
In Step es un álbum de blues rock de Stevie Ray Vaughan & Double Trouble lanzado en 1989. El título puede ser visto como una referencia a la nueva sobriedad de Vaughan, tras los años de drogas y alcohol, que finalmente lo llevaron a la rehabilitación. También fue el último disco de Vaughan con Double Trouble. En 1990 grabó un álbum en colaboración con su hermano, Jimmie Vaughan, llamado Family Style. Falleció ese mismo año en un accidente de helicóptero.

## Listado de canciones
Todas las canciones escritas y compuestas por Stevie Ray Vaughan, excepto las indicadas.. 
| N.º   | Título                 | Escritor(es)                                                               | Duración |  |
| 1.    | «The House Is Rockin»  | Doyle Bramhall / Vaughan                                                   | 2:24     |  |
| 2.    | «Crossfire»            | Bill Carter / Ruth Ellsworth / Chris Layton / Tommy Shannon / Reese Wynans | 4:10     |  |
| 3.    | «Tightrope»            | Bramhall / Vaughan                                                         | 4:40     |  |
| 4.    | «Let Me Love You Baby» | Willie Dixon                                                               | 2:43     |  |
| 5.    | «Leave My Girl Alone»  | Buddy Guy                                                                  | 4:15     |  |
| 6.    | «Travis Walk»          | Vaughan                                                                    | 2:19     |  |
| 7.    | «Wall of Denial»       | Bramhall / Vaughan                                                         | 5:36     |  |
| 8.    | «Scratch-N-Sniff»      | Bramhall / Vaughan                                                         | 2:43     |  |
| 9.    | «Love Me Darlin»       | Chester Burnett                                                            | 3:21     |  |
| 10.   | «Riviera Paradise»     | Vaughan                                                                    | 9:00     |  |
| 40:53 |                        |                                                                            |          |  |

### Pistas adicionales
En la reedición de 1999 se añadieron las siguientes pistas:

| N.º | Título                           | Escritor(es)                     | Duración |  |
| 11. | «Stevie Ray Vaughan Speaks»      |                                  | 1:33     |  |
| 12. | «The House is Rockin'» (En Vivo) | Bramhall / Vaughan               | 2:48     |  |
| 13. | «Let Me Love You Baby» (En Vivo) | Willie Dixon                     | 3:46     |  |
| 14. | «Texas Flood» (En Vivo)          | Larry C. Davis / Joseph W. Scott | 7:28     |  |
| 15. | «Life Without You²» (En Vivo)    |                                  | 13:17    |  |

² "Life Without You" es esencialmente una improvisación larga, con dos partes de guitarra extendidas por separado que termina (el bajista Tommy Shannon y el baterista Chris Layton siguen tocando hasta el final) Vaughan quien realiza un breve monólogo sobre sus problemas con el abuso de sustancias prohibidas y su recién encontrada sobriedad.

## Personal
- Stevie Ray Vaughan - Guitarra, Voz
- Tommy Shannon - Bajo, Guitarra
- Chris Layton - Batería, Percusiones
- Reese Wynans - Teclado
- Joe Sublett - Saxofón
- Darrell Leonard - Trompeta

## Premios

### Grammy[1]
| Año  | Ganador            | Categoría                              |
| ---- | ------------------ | -------------------------------------- |
| 1990 | Stevie Ray Vaughan | Mejor grabación de blues contemporáneo |